# Mäntymäki
Mäntymäki est un quartier du district de centre-ville à Turku en Finlande,.

## Description
Mäntymäki est situé au sud-est du centre-ville.
Mäntymäki est bordé par les rues Vähäheikkilläntie, Luolavuorentie, Kupittaankatu et Askaistentie.
Les quartiers voisins sont Kurjenmäki, Vähäheikkilä et le Quartier III.
L'hôpital municipal de Turku (fi), appelé hôpital de Mäntymäki, et le centre de santé de Mäntymäki sont en réalité situés à l'est de Luolavuorentie dans le quartier Kurjenmäki.
Mäntymäki abrite l'Église de Jésus-Christ des saints des derniers jours.

## Galerie

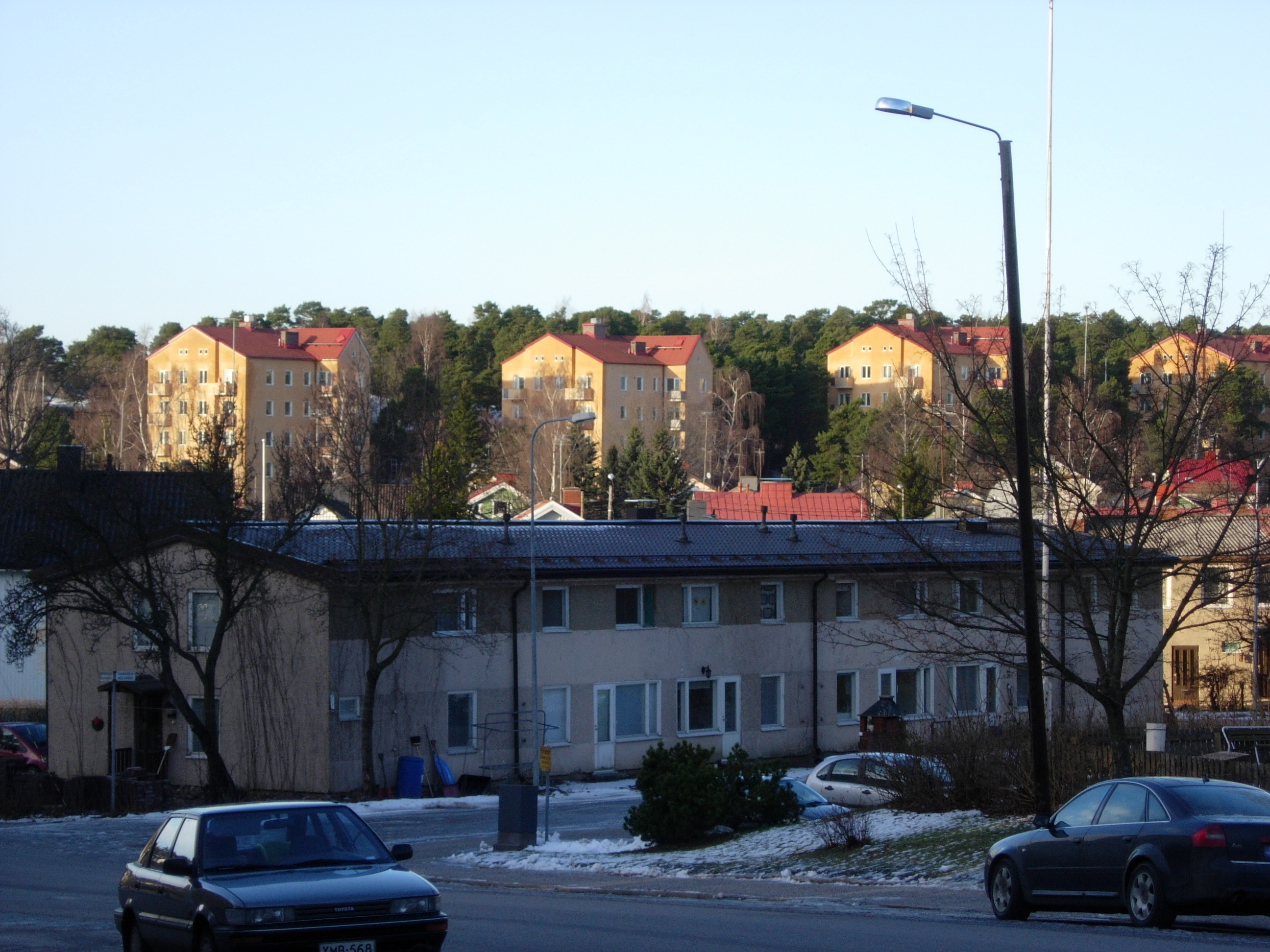
Sammalkuja et Toivolankatu.
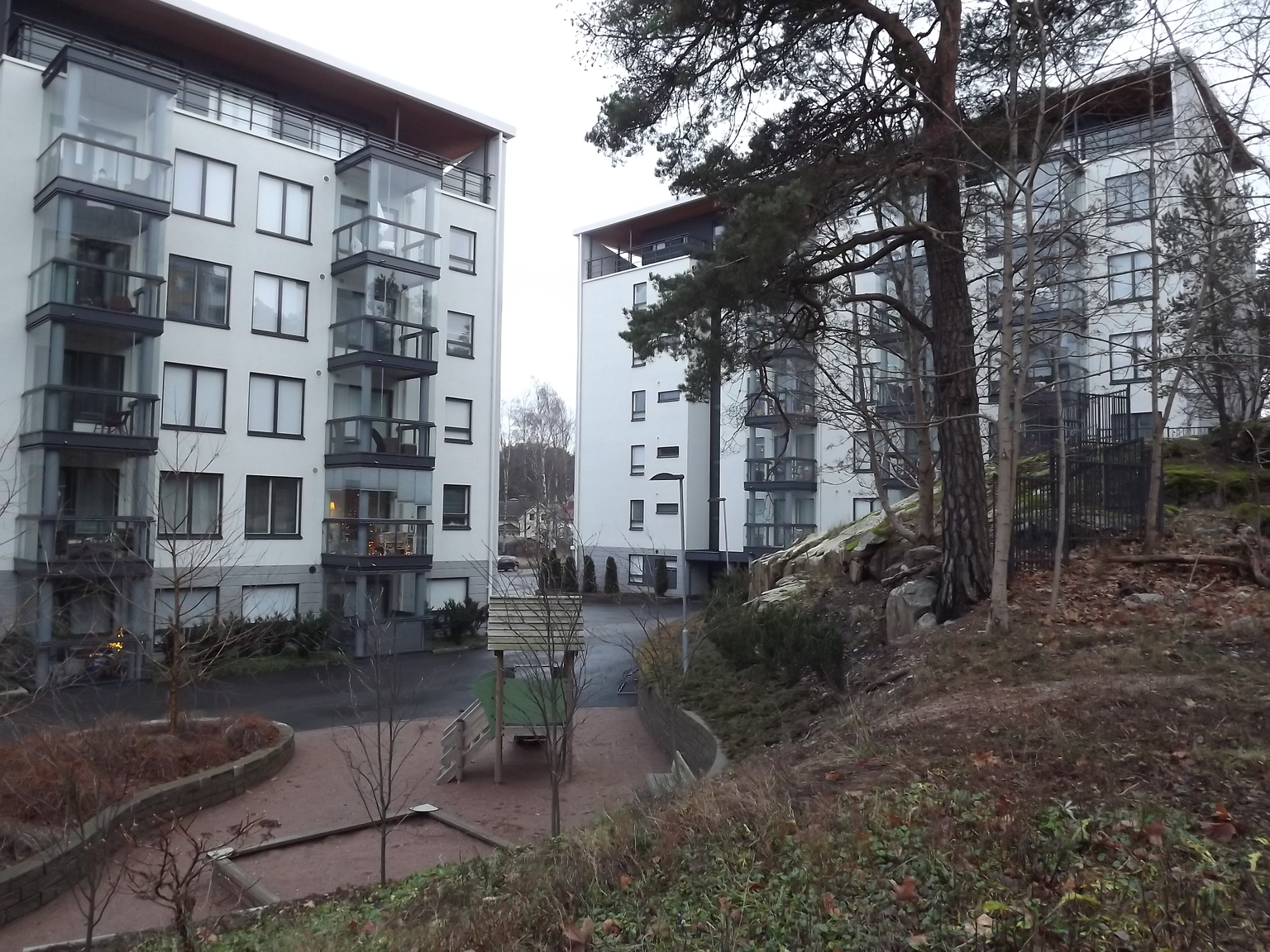
Immeubles de Turun Helmi vus de Käpytie.
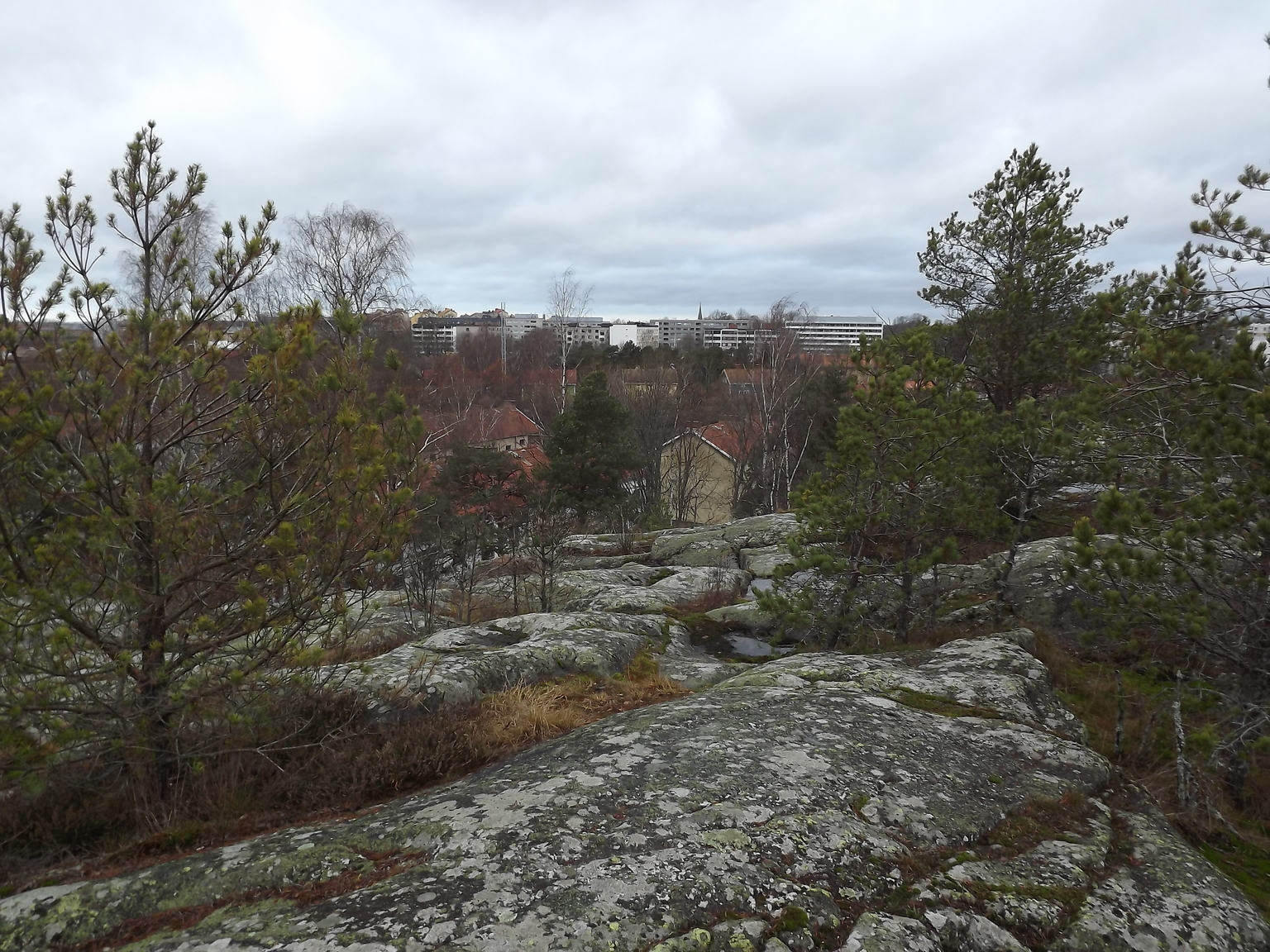
Harakkakallio.
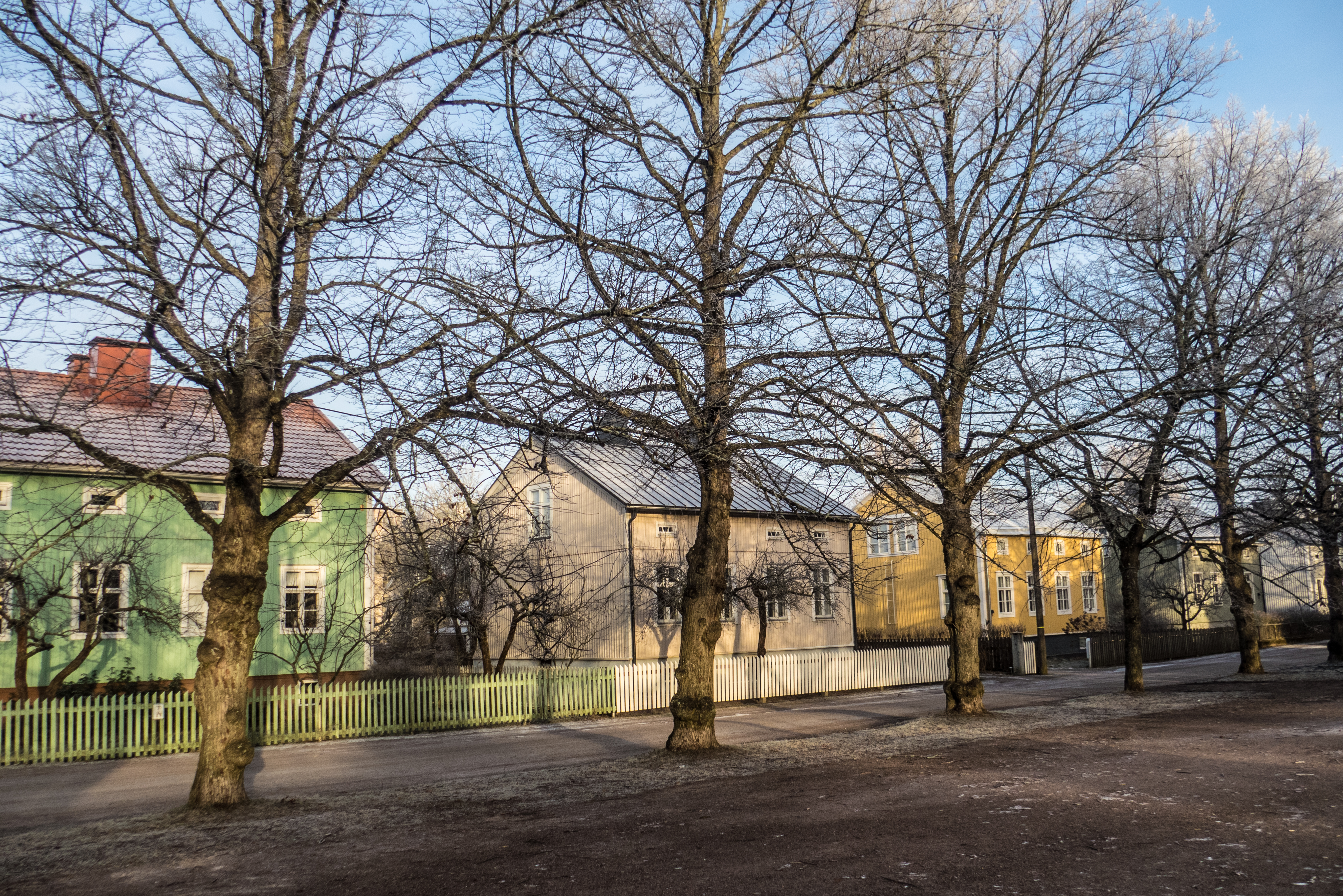
Mäntymäenaukio.
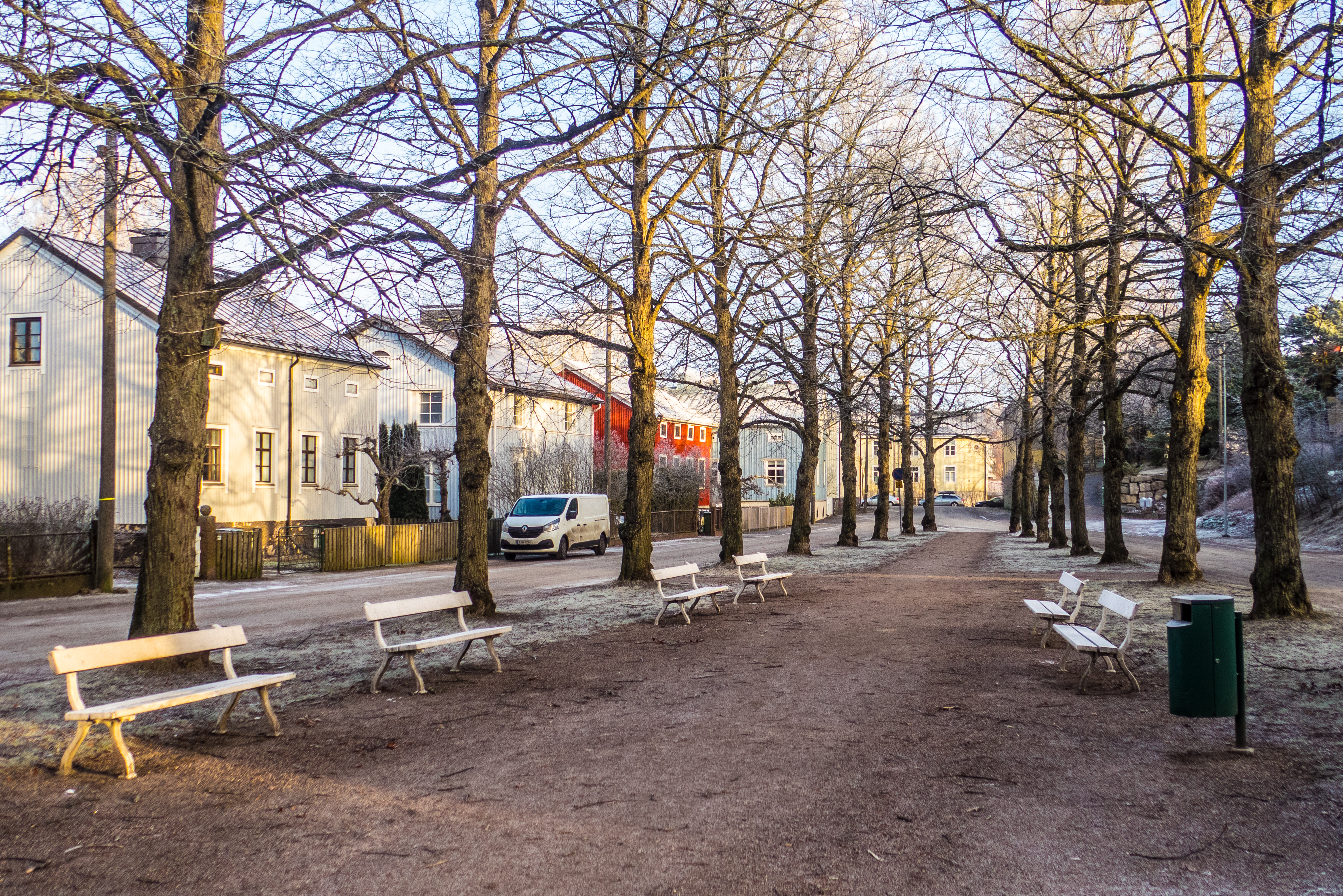
Mäntymäenaukio.